# أنغكبان
أنغكبان (بالفارسية: انگکبان) هي قرية تقع في Hasanabad Rural District في إيران. يقدر عدد سكانها بـ 346 نسمة بحسب إحصاء 2016.